# Stedtfeld
Stedtfeld is een dorp in de Duitse gemeente Eisenach in  Thüringen. De naam komt al voor in 1274. De dorpskerk is waarschijnlijk ouder. De kerk is wel regelmatig verbouwd.
In 1994 werd het dorp samengevoegd met de stad Eisenach.